# Josef Stolařík
Josef Stolařík (6. září 1933 Bojkovice – 1. ledna 2023 Sedlčany) byl československý volejbalový reprezentant, dvojnásobný vicemistr světa, zasloužilý mistr sportu a úspěšný trenér.

## Sportovní a trenérská kariéra
S volejbalem začal v Sokolu Bojkovice. Ligu začal hrát po příchodu na vysokou školu do Prahy za VŠ Slavia Praha. V tomto týmu se mu podařilo získat čtyřikrát titul mistra republiky. Po ukončení aktivní kariéry v roce 1969 se začal věnovat trenérské práci.
Úspěšně vedl řadu let družstva mužů i žen v německé Bundeslize. V letech 1987–1990 trénoval české reprezentační družstvo žen a s ním získal bronzovou medaili na mistrovství Evropy v Belgii.

## Největší úspěchy

### Mistrovství světa ve volejbalu
- 1960: MS v Rio de Janeiro, 2. místo
- 1962: MS v Moskvě, 2. místo

### Mistrovství Evropy ve volejbalu
- 1987: ME v Belgii, 3. místo trenér